# Olieudskiller
En olieudskiller skiller olie fra vand og anvendes til forrensning af olieholdigt spildevand. Den finder typisk brug ved tankstationer, autoværksteder, oliedepoter og vaskehaller for at undgå udledning af olie til afløb og videre ud i miljøet.
Der findes to typer, gravimetriske udskillere, som adskiller olie og vand baseret på forskellen i deres vægtfylde, og koalescensudskillere, som baserer sig på at at samle små dråber af olie til en større samlet masse

## Klasser
Olieudskillere inddeles i to klasser:
- Klasse I: Udskillere, hvor middelværdien af udløbskoncentrationen maksimalt er 5 mg/l fri olie og største enkeltværdi maksimalt er 10 mg/l fri olie.
- Klasse II: Udskillere, hvor middelværdien af udløbskoncentrationen maksimalt er 100 mg/l fri olie og største enkeltværdi maksimalt er 120 mg/l

## Teknikker

### Gravimetrisk udskiller (klasse II)
Den traditionelle olieudskiller er en gravimetrisk udskiller, der virker ved at lette og hydrofobe partikler flyder op til toppen og erstatter vandet der. Derfor bliver de også brugt til separere vand og andre hydrofobe væsker som fxbenzin eller petroleum. De er blevet kritiseret for at ikke at kunne separere olie fra vand, hvis olien forinden er bragt i opløsning med rengøringsmidler der danner emulsioner. 'Motorrens' og andre såkaldte koldaffedtningsmidler kan indeholde op til 90 pct terpentin eller andre organiske opløsningsmidler, der fungerer som kraftige emulgatorer.

### Koalescensudskiller (klasse I)
Koalescensudskillere anvender sig af den samme vægtbaserede teknik som en gravimetrisk udskiller, men med et koalescensfilter, der oparbejder meget små dråber olie til større dråber.

### Lameludskiller (klasse I)
En. lameludskiller er konstrueret således, at vandet ledes gennem en filterblok, hvorved der sikres en rolig gennemstrømning og en lille afstand mellem partiklerne i vandet og filterets kanaler. Oliedråber vil sætte sig i filterkanalerne og samle sig, og når dråberne er tilstrækkeligt store vil de flyde opad og opsamles i vandoverfladen.
Tungere partikler som sand og slam vil bundfældes i slamfanget under filterblokken. Udskillerens effekt er afhængig af den hydrauliske belastning